# Мокша (журнал)
«Мо́кша» (мокш. «Мокша»; рос. «Мокша») — літературно-художній та суспільно-політичний журнал мокшанською мовою. Виходить один раз на місяць. Тираж — 1500 примірників. Заснований у 1928 році. У радянський період — один з органів друку Спілки письменників РРФСР.
Появі багатьох відомих творів мордовської літератури, якими є романи Тимофія Кирдяшкіна «Широка Мокша» (мокш. «Кели Мокша»), Іллі Девіна «Гірчак» (мокш. «Нардіше»), Михайла Сайгона «Глибоке коріння» (мокш. «Крхка ункст»), оповідання Василя Віарда «Пригоди Кеші» (мокш. «Кешань приключениянза»), повісті Василя Родіна, поеми та вірші Захара Дорофеєва, Михайла Безбородова та багатьох інших, передували їх публікації в журналі «Мокша».

## Нагороди
- Часопис «Мокша» нагороджено орденом «Знак Пошани».